# Vides ut alta stet nive candidum Soracte

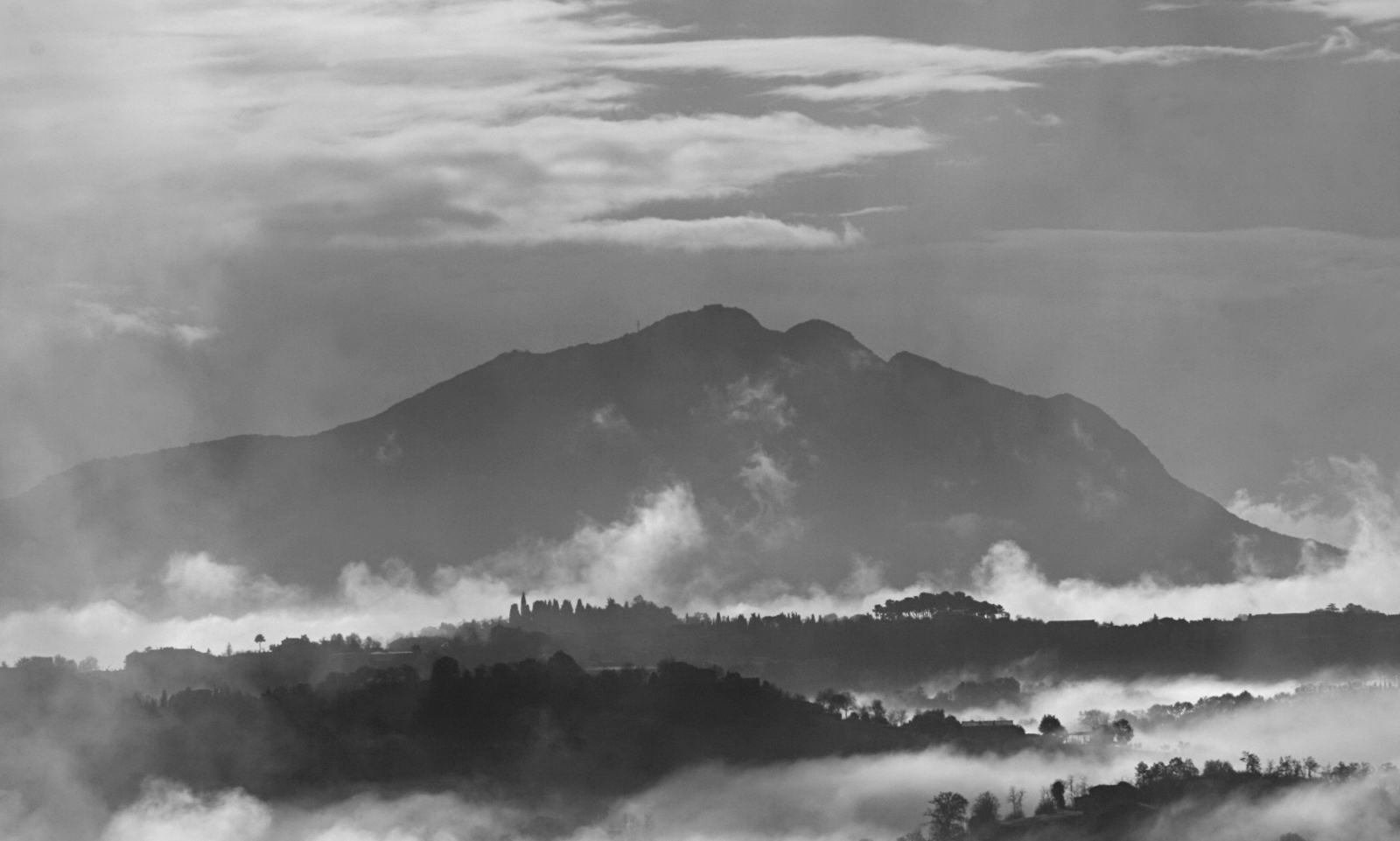
Il monte Soratte visto dall'umbra Otricoli.

Vides ut alta stet nive candidum Soracte è una frase d'autore, che costituisce il celebre incipit di un carme oraziano, intitolato Ad Thaliarchum, tratto dal primo libro della raccolta di Odi.
L'immagine evocata dal poeta è quella del profilo del Monte Soratte che si staglia con le cime imbiancate da un'alta coltre di neve. La sua traduzione è: "Vedi come il Soratte si erge candido per l'alta neve" ("si erga", in una traduzione più letterale ma imprecisa, per la presenza di un ipercorrettismo del congiuntivo).

## Costrutto sintattico e forma metrica
La frase esprime un'interrogativa indiretta attraverso l'uso della forma metrica dell'endecasillabo alcaico, metro introdotto in latino prendendo a modello la strofe alcaica del lirico greco Alceo. Anche la scena invernale con cui si apre il carme prende spunto da Alceo, che l'aveva inserita in un contesto simposiaco. Poiché l'originale alcaico è tràdito in modo frammentario e lacunoso (fr. 338 L.P.), non è dato sapere se Orazio ne abbia seguito anche il successivo sviluppo: è probabile, comunque, che in questa composizione Orazio si sia servito della tecnica letteraria del cosiddetto "motto iniziale", vale a dire la ripresa di uno spunto letterario altrui a cui fa seguito uno sviluppo autonomo.
Si ritiene che Taliarco, al quale è indirizzato il carme, sia una figura priva di consistenza reale, un personaggio letterario il cui nome "parlante" (Thaliarchus = "re del banchetto") esplicita la funzione da lui assolta nel componimento, secondo una tecnica anch'essa già nota alla lirica greca e latina.
La proposizione interrogativa indiretta contenuta nell'incipit è costruita con il verbo video che regge una proposizione formata da ut + il congiuntivo (in questo caso stet, congiuntivo presente di stare), secondo un costrutto tipico (soprattutto nella lingua letteraria classica) che vede, nella proposizione principale, l'uso di verbi come video (vedere), scio (sapere), dico (dire), cogito (pensare).

## Diffusione

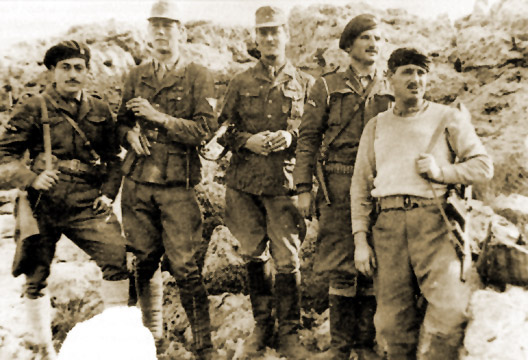
Il commando: Georgios Tyrakis, W. Stanley Moss, Fermor, Emmanouil Paterakis, Antonios Papaleonidas

Si tratta di un verso poetico che, un tempo, era molto conosciuto da qualsiasi studente italiano di liceo, una notorietà che forse si conserva, in parte, anche agli inizi del XXI secolo.
Attraverso la mediazione scolastica, il verso entrava nel patrimonio di conoscenza comune di persone colte di varia estrazione e provenienza.

### Cattura del generale Kreipe

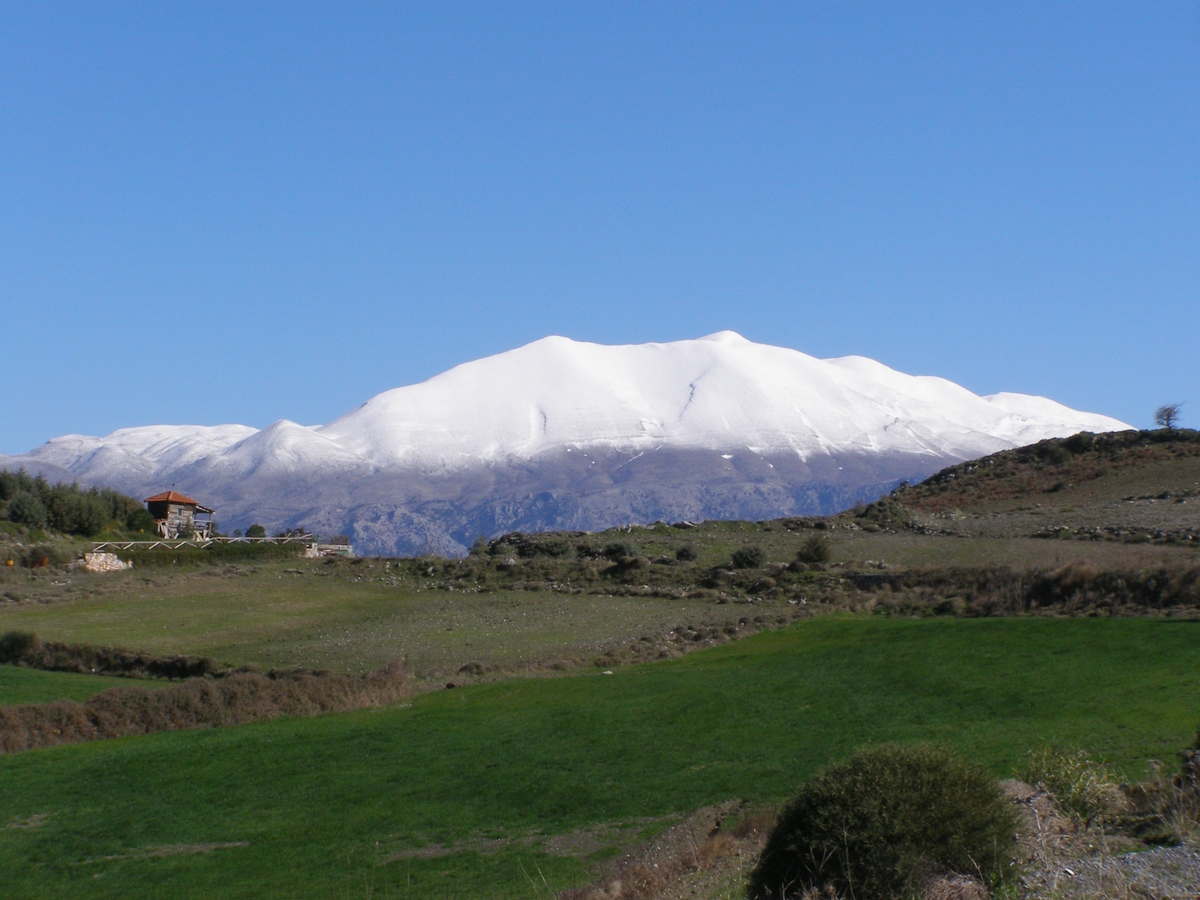
Le cime e i versanti meridionali innevati del massiccio del Monte Ida

A tale proposito, la frase è al centro di un aneddoto accaduto sull'isola di Creta nella primavera del 1944, durante "uno degli episodi più romanzeschi della seconda guerra mondiale", in occasione della cattura del generale tedesco della Wehrmacht Heinrich Kreipe, un'ardita operazione di guerriglia messa a segno da un commando sorto dalla collaborazione tra la resistenza greca operante sull'isola già occupata dalle potenze dell'Asse (Κρητική Αντίσταση) e lo Special Operations Executive, un'articolazione dell'intelligence britannica durante la guerra. A guidare il corpo era, tra l'altro, Patrick Leigh Fermor, conoscitore delle letterature classiche, di Omero e Orazio in particolare, che sarebbe stato riconosciuto come uno dei più grandi scrittori di viaggio della letteratura inglese del Novecento.
Dopo il successo dell'azione temeraria, il generale Kreipe si ritrovò un giorno, di primissima mattina, davanti alla grotta montana in cui era ridotto in prigionia, a rimirare lo spettacolo del Monte Ida, ancora ammantato dalle nevi, che si illuminava dei primi chiarori dell'alba; Kreipe, allora, iniziò a declamare ad alta voce, tra sé e sé, l'incipit del carme latino di Orazio: Vides ut alta stet nive candidum Soracte... Fermor, che era un profondo conoscitore di Orazio, colse l'occasione per proseguire lui stesso la declamazione, recitando l'intera ode fino alle ultime stanze. Egli stesso racconta la sorpresa di Kreipe nello scoprire questa inattesa consonanza culturale tra nemici, che il generale tedesco attribuì all'essersi entrambi, molto tempo addietro, "abbeverati alle stesse fonti". Da quel momento, i rapporti tra i due, il prigioniero di guerra e il carceriere, mutarono radicalmente.
Negli anni 2000, ricordando quegli avvenimenti, Fermor amava accostare l'aneddoto  alla situazione del suo presente, in un raffronto sconsolato che rimarcava la distanza tra quell'episodio (l'incontro tra il generale tedesco cultore dei classici e il soldato inglese mandato in Grecia perché conoscitore di Omero) e la sconfortante attualità bellica della Guerra in Iraq, segnata dalle distruzioni inferte al patrimonio culturale iracheno sotto gli occhi e nell'inazione dei comandi militari.